# Majda (Igor Grdina)
 Majda je drama Igorja Grdine iz leta 1999.

## Obnova

### Osebe
- Majda Kralj, lepa mladenka.
- Peter Bežek, njen fant.
- Lojze Malovrh, župan.
- Špelca, županova hčerka.
- Ferdo Kurnik, direktor hotela, vdovec.
- Žan Prunk, športnik, motorist.
- Frančiška Eržen, romantična dama.
- Dr. Aleš Zgaga, časnikar in navdušen lovec.

Godi se na slovenskem podeželju okoli I. 1930.

### 1. dejanje
Peter se z vaščani navdušuje nad lepotami gorenjske pokrajine, tudi Dama, ki je z goro kovčkov prispela na letovanje, je očarana, se posebej potem, ko ji direktor pove, da režira igro, v kateri bo nastopala vsa vas; povabil je tudi Zgago, znanega kritika iz prestolnice, v upanju, da se bo kritik za gostoljubje oddolžil z dobro reklamo za njihov kraj. Dama in direktor brž odkrijeta, da sta sorodni duši, med njima zraste simpatija. Tudi Majda je zaljubljena, a ne v pravega, srce se ji je vnelo za Zgago, ki pa ga bolj zanima lov. Ljubezen se plete med Žanom in Špelco in Peter, ki ga je njegova ljubljena Majda sitno zavrnila, otožno opazuje srečni par.

### 2. dejanje
Predzadnje dejanje zgodovinske tragedije je končano, publika je navdušena, le Zgaga sitnari, češ da so igralci leseni, scena obupna itn. Direktor ugovarja, Peter ga podpre in Zgagi zagrozi, naj neha laziti za Majdo. Dekle ima to za "prostaštvo", fanta napodi, da kot kup nesreče premišljuje svojo bolečino. Ker pa imata Peter in Majda v igri pomembni vlogi, se v njun spor vmeša župan in jima prepove vsakršno "anarhijo". Zadnje dejanje steče, čarovnica (Špelca) je obsojena na smrt, hudič (Žan) pa jo reši in jo odpelje no motorju.

### 3. dejanje
Zgagovo kritika predstave je huda, spodreže krila Špelci, ki se je že videla kot slavno primadono, močno razjezi direktorja in župana, oba se z radovedno Damo vred odpravita nad Zgago. Ta se je medtem že poslovil od kraja in od Majde, dopovedal ji je, naj se drži Petra, ki jo zares ljubi; sam ima metuljevo srce in bohemsko naturo, poleg tega je zanjo prestar, cvetje v jeseni se ne do primerjati s spomladanskim. Po njegovem odhodu pride Peter, spametovano dekle se mu vrže v objem. Vtem pridrvijo maščevalci: kje je gnida zgagarska, gobezdač, puhloglavec? Ko zvedo, do je že odšel, se jim pobesi nos, razveseli jih šele Žan, ki pove, kako se je maščeval za njih vse: z motorjem Je zapeljal v lužo in poškropil kritika od nog do glave! Špelca je navdušena nad junaškim dejanjem, Žana objame, Dama poda roko direktorju in zdaj je končno spet vse na pravem mestu. Naj ves svet v odrešilni ljubezni vzdrhti, sreča naj v srcih se zaiskri, v vsej brezmejno dolgi večnosti enkrat se le živi!